# Кардинал-священник
Кардиналы-пресвитеры (или кардиналы-священники) — наиболее многочисленный из трёх кардинальских санов в Римско-католической церкви. Они формально занимают место выше кардиналов-дьяконов и ниже кардиналов-епископов, хотя это не вопрос осуществления власти, а вопрос престижа.

## Историческое происхождение
В современное время название «кардинал-священник» интерпретируется как значение кардинала, который имеет сан священника. Первоначально, однако, понимание этого слова было другим: из священников епархии Рима, некоторые ключевые священники важных церквей были признаны как кардиналы-священники, важные священники, выбранные папой римским, чтобы советовать ему в исполнении его обязанностей, как епископа Рима. Это происходило через сотрудничество этих важных римских священников с епископами соседних субурбикарных епархий — (кардиналов-епископов) и диаконов, которые управляли работой Церкви в разных кварталах Рима — (кардиналы-дьяконы), в результате была образована Священная Коллегия Кардиналов.
В ранние времена папские выборы не были привилегией кардиналов, и на протяжении столетий, папа римский обычно был римским священником и никогда епископом из другого места. Чтобы сохранять апостольскую преемственность, обряд посвящения папы римского в епископа должен был быть выполнен тем, кто был уже епископом, и это было поручено кардиналу-епископу Остии, должность которого, долго была объединена с таковой должностью декана Священной Коллегии Кардиналов. В то время когда кардинальский сан стал дароваться прелатам вне римского пастырского духовенства и Римской Курии, к этому дню, каждый кардинал-священник имеет титулярную церковь приходов в Риме, хотя папа римский Павел VI отменил все административные названия, которые они имели в отношении их титулярных церквей. Некоторые из титулярных церквей были местом кардинала начиная со II века.

## Современное состояние
В то время как число кардиналов было небольшим со времён Римской империи и до Ренессанса, и часто число признанных церквей было меньше, чем имеющих право на сан кардинала-священника. В XVI веке Священная Коллегия Кардиналов заметно расширилась. В 1587 году папа римский Сикст V стремясь остановить этот рост, установил максимальный предел членов Священной Коллегии Кардиналов в 70 кардиналов, включая 50 кардиналов-священников, 6 кардиналов-епископов и 14 кардиналов-дьяконов. Этот предел сохранялся и уважался до 1958 года, и список титулярных церквей, изменялся только в редких случаях, вообще из-за здания, приходящего в плохое состояние. Когда папа римский Иоанн XXIII по сути отменил предел, он начал добавлять новые церкви к списку, который папы Павел VI и Иоанн Павел II также продолжили добавлять. Сегодня есть около 180 титулярных церквей, в Риме.
Кардинал, который является самым старшим по возведению в сан кардиналов-священников, называется кардиналом-протопресвитером. Он имел некоторые церемониальные обязанности на Конклаве, которые прекратились, потому что, сегодня, кардинал-протопресвитер это тот, кому более 80 лет, а такие кардиналы не имеют право участвовать в Конклаве. С 14 декабря 2016 года кардиналом-протопресвитером является таиландский кардинал Михаил Мичаи Китбунчу.
Те, кто являются кардиналами-священниками сегодня — в основном архиепископы важных епархий во всём мире, хотя некоторые работают в Римской Курии. Кардиналам-дьяконам через десять лет разрешается стать кардиналами-священниками по их выбору. Каждый всегда должен быть рукоположённым священником, чтобы быть кардиналом-священником, но с 1918 года это требование простирается на всю Священную Коллегию. С 1962 года, решением папы Иоанна XXIII, в Священной Коллегии могут участвовать лишь епископы. Священники же, которые назначаются кардиналами, должны быть рукоположены́ во епископы, за редким исключением.

## Ныне живущие кардиналы-священники
Ниже представлен список ныне живущих кардиналов-священников в порядке старшинства по возведению в сан.
1. Кардинал-священник с титулярной церковью Сан-Лоренцо-ин-Панисперна Михаил Мичаи Китбунчу — кардинал-протопресвитер;
2. Кардинал-священник с титулярной церковью Санта-Прасседе Поль Пупар;
3. Кардинал-священник с титулярной церковью Санто-Стефано-аль-Монте-Челио Фридрих Веттер;
4. Кардинал-священник с титулярной церковью Сан-Пио X-алла-Балдуина Николас де Хесус Лопес Родригес;
5. Кардинал-священник с титулярной церковью Санти-Куаттро-Коронати Роджер Майкл Махони;
6. Кардинал-священник с титулярной церковью Сант-Аньезе-фуори-ле-Мура Камилло Руини;
7. Кардинал-священник с титулярной церковью Сакро-Куоре-ди-Мария Юлий Рияди Дармаатмаджа;
8. Кардинал-священник с титулярной церковью Сант-Уго Эммануил Вамала;
9. Кардинал-священник с титулярной церковью Санти-Витале-Валерия-Джервазио-э-Протазио Адам Джозеф Мэйда;
10. Кардинал-священник с титулярной церковью Санта-Кьяра-а-Винья-Клара Винко Пулич;
11. Кардинал-священник с титулярной церковью Ностра-Синьора-ди-Гвадалупе-э-Сан-Филиппо-Мартире-ин-Виа-Аурелия Хуан Сандоваль Иньигес;
12. Кардинал-священник с титулярной церковью Сан-Пьетро-ин-Монторио Джеймс Фрэнсис Стэффорд;
13. Кардинал-священник с титулярной церковью Санта-Мария-ин-Арачели Сальваторе Де Джорджи;
14. Кардинал-священник с титулярной церковью Сан-Лоренцо-ин-Дамазо Антонио Мария Роуко Варела;
15. Кардинал-священник с титулярной церковью Ностра-Синьора-де-Ла-Салетте Поликарп Пенго;
16. Кардинал-священник с титулярной церковью Джезу-Дивин-Лавораторе Кристоф Шёнборн;
17. Кардинал-священник с титулярной церковью Сан-Франческо-д’Ассизи-а-Рипа-Гранде Норберто Ривера Каррера;
18. Кардинал-священник с титулярной церковью Санта-Сильвия Янис Пуятс;
19. Кардинал-священник с титулярной церковью Дио-Падре-Мизерикордиозо Крешенцио Сепе;
20. Кардинал-священник с титулярной церковью Оньиссанти-ин-виа-Аппиа-Нуова Вальтер Каспер;
21. Кардинал-священник с титулярной церковью Нативита-ди-Ностро-Синьоре-Джезу-Кристо-а-Виа-Галлия Аудрис Юозас Бачкис;
22. Кардинал-священник с титулярной церковью Санта-Мария-делла-Паче Франсиско Хавьер Эррасурис Осса;
23. Кардинал-священник с титулярной церковью Сан-Франческо-д’Ассизи-ад-Ачилия Уилфрид Фокс Напье;
24. Кардинал-священник с титулярной церковью Санта-Мария-делла-Сперанца Оскар Андрес Родригес Марадьяга;
25. Кардинал-священник с титулярной церковью Сан-Камилло-де-Леллис-альи-Орти-Саллюстани Хуан Луис Сиприани Торн;
26. Кардинал-священник с титулярной церковью Сант-Эудженио Хулиан Эрранс Касадо;
27. Кардинал-священник с титулярной церковью Санти-Апостоли Анджело Скола;
28. Кардинал-священник с титулярной церковью Беата-Верджине-Мария-дель-Монте-Кармело-а-Мостаччано Энтони Олубунми Окоги;
29. Кардинал-священник с титулярной церковью Сант-Атанасио-а-Виа-Тибуртина Габриэль Зубейр Вако;
30. Кардинал-священник с титулярной церковью Санта-Приска Джастин Фрэнсис Ригали;
31. Кардинал-священник с титулярной церковью Сант-Андреа-делле-Фратте Эннио Антонелли;
32. Кардинал-священник с титулярной церковью Сан-Либорио Питер Кодво Аппиа Тарксон;
33. Кардинал-священник с титулярной церковью Сан-Джироламо-деи-Кроати Йосип Бозанич;
34. Кардинал-священник с титулярной церковью Сан-Джустино Жан-Батист Фам Минь Ман;
35. Кардинал-священник с титулярной церковью Сантиссима-Тринита-аль-Монте-Пинчо Филипп Ксавье Кристиан Иньяс Мари Барбарен;
36. Кардинал-священник с титулярной церковью Санта-Бальбина Петер Эрдё;
37. Кардинал-священник с титулярной церковью Сантиссимо-Номе-ди-Мария-ин-Виа-Латина Гауденсио Борбон Росалес;
38. Кардинал-священник с титулярной церковью Сант-Агостино Жан-Пьер Рикар;
39. Кардинал-священник с титулярной церковью Сан-Пьер-Дамиани-ай-Монти-ди-Сан-Паоло Агостино Валлини;
40. Кардинал-священник с титулярной церковью Сан-Панкрацио-фуори-ле-Мура Антонио Каньисарес Льовера;
41. Кардинал-священник с титулярной церковью Санта-Мария-делла-Виттория Шон Патрик О’Мелли;
42. Кардинал-священник с титулярной церковью Санта-Мария-дель-Пополо Станислав Дзивиш;
43. Кардинал-священник с титулярной церковью Санта-Мария-Мадре-дель-Реденторе-а-Тор-Белла-Монака Иосиф Чэнь Жицзюнь;
44. Кардинал-священник с титулярной церковью Сан-Франческо-Саверио-алла-Гарбателла Франц Роде;
45. Кардинал-священник с титулярной церковью Санта-Мария-Либератриче-а-Монте-Тестаччо Джованни Лайоло;
46. Кардинал-священник с титулярной церковью Сан-Сальваторе-ин-Лауро Анджело Комастри;
47. Кардинал-священник с титулярной церковью Сакро-Куоре-ди-Кристо-Ре Станислав Рылко;
48. Кардинал-священник с титулярной церковью Сан-Джованни-делла-Пинья Раффаэле Фарина, салезианец;
49. Кардинал-священник с титулярной церковью Санти-Кирико-э-Джулитта Шон Бэптист Брейди;
50. Кардинал-священник с титулярной церковью Сан-Себастьяно-алле-Катакомбе Льюис Мартинес Систак;
51. Кардинал-священник с титулярной церковью Гран-Мадре-ди-Дио Анджело Баньяско;
52. Кардинал-священник с титулярной церковью Санта-Лючия-а-Пьяцца-д’Арми Теодор-Адриен Сарр;
53. Кардинал-священник с титулярной церковью Сан-Паоло-делла-Кроче-а-Корвиале Освальд Грасиас;
54. Кардинал-священник с титулярной церковью Санта-Мария-делла-Презентационе Франсиско Роблес Ортега;
55. Кардинал-священник с титулярной церковью Сант-Эузебио Даниэль Николас Динардо;
56. Кардинал-священник с титулярной церковью Сант-Андреа-аль-Квиринале Одилиу Педру Шерер;
57. Кардинал-священник с титулярной церковью Прециосиссимо-Сангуэ-ди-Ностро-Синьоре-Джезу-Кристо Джон Нджуэ;
58. Кардинал-священник с титулярной церковью Сан-Джованни-Боско-ин-виа-Тусколана Робер Сара;
59. Кардинал-священник с титулярной церковью Сан-Паоло-алла-Регола Франческо Монтеризи;
60. Кардинал-священник с титулярной церковью Сант-Агата-деи-Готи Рэймонд Лео Берк;
61. Кардинал-священник с титулярной церковью Ностра-Синьора-дель-Сакро-Куоре-ин-Чирко-Агонале Курт Кох;
62. Кардинал-священник с титулярной церковью Сан-Паоло-алле-Тре-Фонтане Мауро Пьяченца;
63. Кардинал-священник с титулярной церковью Сан-Джорджо-ин-Велабро Джанфранко Равази;
64. Кардинал-священник с титулярной церковью Санта-Мария-Одигитрия-деи-Сичилиани Паоло Ромео;
65. Кардинал-священник с титулярной церковью Сан-Пьетро-ин-Винколи Дональд Вюрл;
66. Кардинал-священник с титулярной церковью Иммаколата-аль-Тибуртино Раймунду Дамасену Ассис;
67. Кардинал-священник с титулярной церковью Санти-Сильвестро-э-Мартино-ай-Монти Казимеж Ныч;
68. Кардинал-священник с титулярной церковью Сан-Лоренцо-ин-Лучина Малькольм Ранжит;
69. Кардинал-священник с титулярной церковью Сан-Корбиниано Рейнхард Маркс;
70. Кардинал-священник с титулярной церковью Сан-Джулиано-деи-Фьямминги Вальтер Брандмюллер;
71. Кардинал-священник с титулярной церковью Сан-Доменико-ди-Гусман Мануэл Монтейру де Каштру;
72. Кардинал-священник с титулярной церковью Сан-Понциано Сантос Абриль-и-Кастельо;
73. Кардинал-священник с титулярной церковью Сан-Чезарео-ин-Палатио Антонио Мария Вельо;
74. Кардинал-священник с титулярной церковью Санти-Вито-Модесто-э-Крешенция Джузеппе Бертелло.
75. Кардинал-священник с титулярной церковью Сан-Джузеппе-деи-Фаленьями Франческо Коккопальмерио;
76. Кардинал-священник с титулярной церковью Санта-Елена-фуори-Порта-Пренестина Жуан Брас ди Авис;
77. Кардинал-священник с титулярной церковью Сан-Себастьяно-аль-Палатино Эдвин Фредерик О’Брайен;
78. Кардинал-священник с титулярной церковью Аннунчационе-делла-Беата-Вирджине-Мария-а-виа-Ардеатина Доменико Кальканьо;
79. Кардинал-священник с титулярной церковью Сакро-Куоре-ди-Джезу-а-Кастро-Преторио Джузеппе Версальди;
80. Кардинал-священник с титулярной церковью Сан-Бернардо-алле-Терме Георг Аленчерри;
81. Кардинал-священник с титулярной церковью Сан-Патрицио Томас Кристофер Коллинз;
82. Кардинал-священник с титулярной церковью Санти-Марчеллино-э-Пьетро Доменик Дука;
83. Кардинал-священник с титулярной церковью Сан-Каллисто Виллем Эйк;
84. Кардинал-священник с титулярной церковью Сан-Марчелло Джузеппе Бетори;
85. Кардинал-священник с титулярной церковью Ностра-Синьора-ди-Гвадалупе-а-Монте-Марио Тимоти Долан;
86. Кардинал-священник с титулярной церковью Сан-Джованни-Мария-Вианней Райнер Мария Вёльки;
87. Кардинал-священник с титулярной церковью Регина Апостолорум Иоанн Тун Хон;
88. Кардинал-священник с титулярной церковью Сант-Атанасио Лучиан Мурешан;
89. Кардинал-священник с титулярной церковью Сан-Пио-V-а-Вилла-Карпенья Джеймс Майкл Харви;
90. Кардинал-священник с титулярной церковью Сан-Грегорио VII Баселиос Клеемис Тоттункал;
91. Кардинал-священник с титулярной церковью Сан-Сатурнино Джон Олорунфеми Онаийекан;
92. Кардинал-священник с титулярной церковью Сан-Джерардо-Майелла Рубен Дарио Саласар Гомес;
93. Кардинал-священник с титулярной церковью Сантиссимо-Реденторе-э-Сант-Альфонсо-ин-виа-Мерулана Винсент Джерард Николс;
94. Кардинал-священник с титулярной церковью Сант-Ансельмо-аль-Авентино Лоренцо Бальдиссери;
95. Кардинал-священник с титулярной церковью Сант-Аньезе-ин-Агоне Герхард Людвиг Мюллер;
96. Кардинал-священник с титулярной церковью Сан-Джоаккино-ай-Прати-ди-Кастелло Леопольдо Хосе Бренес Солорсано;
97. Кардинал-священник с титулярной церковью Сан-Джузеппе-аль-Аурелио Жераль Сиприан Лакруа;
98. Кардинал-священник с титулярной церковью Санта-Эмеренциана-а-Тор-Фьоренца Жан-Пьер Кутва;
99. Кардинал-священник с титулярной церковью Санта-Мария-делла-Проввиденца-а-Монтеверде Орани Жуан Темпеста;
100. Кардинал-священник с титулярной церковью Санта-Чечилия Гуальтьеро Бассетти;
101. Кардинал-священник с титулярной церковью Сан-Роберто-Беллармино Марио Аурелио Поли;
102. Кардинал-священник с титулярной церковью Сан-Кризогоно Андрей Ём Су Чжун;
103. Кардинал-священник с титулярной церковью Сантиссимо-Реденторе-а-Валь-Мелаина Рикардо Эссати Андрельо;
104. Кардинал-священник с титулярной церковью Санта-Мария-Консолатриче-аль-Тибуртино Филипп Накеллентуба Уэдраого;
105. Кардинал-священник с титулярной церковью Санта-Мария-Реджина-Мунди-а-Торре-Спакката Орландо Бельтран Кеведо;
106. Кардинал-священник с титулярной церковью Сан-Джакомо-ин-Аугуста Шибли Ланглуа;
107. Кардинал-священник с титулярной церковью Сант-Антонио-ин-Кампо-Марцио Мануэл Жозе Макариу ду Нашсименту Клементи;
108. Кардинал-священник с титулярной церковью Сан-Романо-Мартире Бырханэйэсус Дэмрэв Сурафел;
109. Кардинал-священник с титулярной церковью Сант-Ипполито Джон Эчерли Дью;
110. Кардинал-священник с титулярной церковью Сакри-Куори-ди-Джезу-э-Мария-а-Тор-Фьоренца Эдоардо Меникелли;
111. Кардинал-священник с титулярной церковью Сан-Томмазо-Апостоло Пётр Нгуен Ван Нён;
112. Кардинал-священник с титулярной церковью Сан-Поликарпо Альберто Суарес Инда;
113. Кардинал-священник с титулярной церковью Сант-Иренео-а-Ченточелле Чарльз Маунг Бо;
114. Кардинал-священник с титулярной церковью Санта-Мария-Аддолората Франциск Ксаверий Криенгсак Ковитванит;
115. Кардинал-священник с титулярной церковью Сан-Грегорио-Маньо-аль-Челио Франческо Монтенегро;
116. Кардинал-священник с титулярной церковью Санта-Галла Даниэль Фернандо Стурла Беруэ;
117. Кардинал-священник с титулярной церковью Санта-Мария-ин-Валичелла Рикардо Бласкес Перес;
118. Кардинал-священник с титулярной церковью Сан-Джузеппе-да-Копертино Хосе Луис Лакунса Маэстрохуан;
119. Кардинал-священник с титулярной церковью Сан-Тимотео Арлинду Гомеш Фуртаду;
120. Кардинал-священник с титулярной церковью Санта-Паола-Романа Соане Патита Паини Мафи;
121. Кардинал-священник с титулярной церковью Сан-Джироламо-а-Корвиале Луис Эктор Вильяльба;
122. Кардинал-священник с титулярной церковью Сан-Габриэле-делл-Аддоларата Жулиу Дуарте Ланга;
123. Кардинал-священник с титулярной церковью Сант-Андреа-делла-Валле Дьёдонне Нзапалаинга;
124. Кардинал-священник с титулярной церковью Санта-Мария-ин-Трастевере Карлос Осора Сьерра;
125. Кардинал-священник с титулярной церковью Санта-Кроче-ин-виа-Фламиния Сержиу да Роша;
126. Кардинал-священник с титулярной церковью Сан-Бартоломео-аль-Изола Блейз Джозеф Супич;
127. Кардинал-священник с титулярной церковью Ностра-Синьора-дель-Сантиссимо-Сакраменто-э-Санти-Мартири-Канадези Патрик Д’Росарио;
128. Кардинал-священник с титулярной церковью  Санти-Джованни-Эванджелиста-э-Петронио Бальтасар Энрике Поррас Кардосо;
129. Кардинал-священник с титулярной церковью Санти-Джованни-э-Паоло Жозеф Де Кесель;
130. Кардинал-священник с титулярной церковью Санта-Тереза-аль-Корсо-д’Италия Морис Пья;
131. Кардинал-священник с титулярной церковью Санти-Фабиано-э-Венанцио-а-Вилла-Фьорелли Карлос Агиар Ретес;
132. Кардинал-священник с титулярной церковью Сан-Джованни-Баттиста-де-Росси Джон Рибат;
133. Кардинал-священник с титулярной церковью Санта-Мария-делле-Грацие-а-Виа-Трионфале Джозеф Уильям Тобин;
134. Кардинал-священник с титулярной церковью Сан-Антонио-да-Падова-ин-Виа-Тусколана Жан Зербо;
135. Кардинал-священник с титулярной церковью Санта-Кроче-ин-Джерусалемме Хуан Хосе Омелья-и-Омелья;
136. Кардинал-священник с титулярной церковью Санта-Мария-дельи-Анджели-э-деи-Мартири Ларс Арборелиус;
137. Кардинал-священник с титулярной церковью Сан-Сильвестро-ин-Капите Луи-Мари Линг Мангкханекхоун;
138. Кардинал-священник с титулярной церковью Сантиссимо-Сакраменто-а-Тор-де-Скьяви Грегорио Роса Чавес;
139. Кардинал-священник с титулярной церковью Сан-Марко Анджело Де Донатис;
140. Кардинал-священник с титулярной церковью Сан-Бонавентура-да-Баньореджо Джозеф Куттс;
141. Кардинал-священник с титулярной церковью Санта-Мария-сопра-Минерва Антониу Аугусту душ Сантуш Марту;
142. Кардинал-священник с титулярной церковью Санти-Пьетро-э-Паоло-а-Виа-Остиенсе Педро Рикардо Баррето Химено;
143. Кардинал-священник с титулярной церковью Сан-Грегорио-Барбариго-алле-Тре-Фонтане Дезире Царахазана;
144. Кардинал-священник с титулярной церковью Сан-Джованни-Баттиста-деи-Фиорентини Джузеппе Петрокки;
145. Кардинал-священник с титулярной церковью Санта-Пуденциана Томас Акино Манъё Маэда;
146. Кардинал-священник с титулярной церковью Санти-Джоаккино-эд-Анна-аль-Тусколано Торибио Тикона Порко;
147. Кардинал-священник с титулярной церковью Спирито-Санто-алла-Феррателла Игнатий Сухарио Харджоатмоджо;
148. Кардинал-священник с титулярной церковью Санти-Аквила-э-Пришилла Хуан де ла Каридад Гарсия Родригес;
149. Кардинал-священник с титулярной церковью Сан-Габриэле-Арканджело-алл’Аква-Траверса Фридолин Амбонго Безунгу;
150. Кардинал-священник с титулярной церковью Сан-Джованни-Кризостомо-а-Монте-Сакро-Альто Жан-Клод Холлериш;
151. Кардинал-священник с титулярной церковью Сан-Джованни-Эванджелиста-а-Спиначето Альваро Леонель Рамассини Имери;
152. Кардинал-священник с титулярной церковью Сант-Эджидио Маттео Мария Дзуппи;
153. Кардинал-священник с титулярной церковью Сан-Леоне I Кристобаль Лопес Ромеро;
154. Кардинал-священник с титулярной церковью Санта-Анджела-Меричи Сигитас Тамкявичус;
155. Кардинал-священник с титулярной церковью Сан-Систо Антуан Камбанда;
156. Кардинал-священник с титулярной церковью Иммаколата-Кончеционе-ди-Мария-а-Гроттаросса Уилтон Дэниэл Грегори;
157. Кардинал-священник с титулярной церковью Сан-Виджильо Хосе Фуэрте Адвинкула;
158. Кардинал-священник с титулярной церковью Санти-Нерео-эд-Акиллео Селестино Аос Брако;
159. Кардинал-священник с титулярной церковью Санта-Мария-дель-Буон-Консильо Аугусто Паоло Лоюдиче;
160. Кардинал-священник с титулярной церковью Сан-Луиджи-Мария-Гриньон-де-Монфор Фелипе Арисменди Эскивель;
161. Кардинал-священник с титулярной церковью Санта-Мария-дей-Монти Жан-Марк Авелин;
162. Кардинал-священник с титулярной церковью Санти-Мартири-делл’Уганда-а-Поджо-Амено Питер Эбере Окпалеке;
163. Кардинал-священник с титулярной церковью Сан-Леонардо-да-Порто-Маурицио-ад-Ачилия Леонардо Ульрич Стайнер;
164. Кардинал-священник с титулярной церковью Санта-Мария-ин-Виа Филиппе Нери Антониу Себастьян ду Розарио Ферран;
165. Кардинал-священник с титулярной церковью Сан-Фруменцо-ай-Прати-Фискали Роберт Уолтер Макэлрой;
166. Кардинал-священник с титулярной церковью Сант-Альберто-Маньо Виржилиу ду Карму да Силва;
167. Кардинал-священник с титулярной церковью Санта-Мария-Реджина-Пачис-а-Монте-Верде Оскар Кантони;
168. Кардинал-священник с титулярной церковью Санти-Протомартири-а-Виа-Аурелия-Антика Энтони Пула;
169. Кардинал-священник с титулярной церковью Санти-Бонифачо-э-Алессио Паулу Сезар Кошта;
170. Кардинал-священник с титулярной церковью Санта-Мария-Реджина-Пачис-ин-Остия-маре Уильям Го Сен Че;
171. Кардинал-священник с титулярной церковью Сан-Джованни-а-Порта-Латина Адальберто Мартинес Флорес;
172. Кардинал-священник с титулярной церковью Сан-Джуда-Таддео-Апостоло Джорджо Маренго;
173. Кардинал-священник с титулярной церковью Санта-Доротея Хорхе Энрике Хименес Карвахаль;
174. Кардинал-священник с титулярной церковью Сан-Клементе Арриго Мильо;
175. Кардинал-священник с титулярной церковью Сант-Онофрио Пьербаттиста Пиццабалла;
176. Кардинал-священник с титулярной церковью Санта-Мария-Доменика-Мадзарелло Стивен Бризлин;
177. Кардинал-священник с титулярной церковью Санта-Бернадетте-Субиру Анхель Сиксто Росси;
178. Кардинал-священник с титулярной церковью Сан-Лука-а-Виа-Пренестина Луис Хосе Руэда Апарисио;
179. Кардинал-священник с титулярной церковью Санти-Чирилло-э-Методио Гжегож Рысь;
180. Кардинал-священник с титулярной церковью Санта-Джемма-Гальгани Стивен Амею Мартин Мулла;
181. Кардинал-священник с титулярной церковью Санта-Мария-ди-Монсеррато-дельи-Спаньоли Хосе Кобо Кано;
182. Кардинал-священник с титулярной церковью Санта-Мария-ин-Монтесанто Протасе Ругамбва;
183. Кардинал-священник с титулярной церковью Санта-Мария-Кауза-Нострэ-Лэтитэ Себастьян Фрэнсис;
184. Кардинал-священник с титулярной церковью Сан-Джованни-Баттиста-де-Ла-Салле Стефан Чжоу Шоурэн;
185. Кардинал-священник с титулярной церковью Санта-Мария-Иммаколата-ди-Лурд-а-Боччеа Франсуа-Ксавье Бустильо;
186. Кардинал-священник с титулярной церковью Сан-Антонио-да-Падова-ин-Виа-Мерулана Америку Мануэл Алвиз Агиар;
187. Кардинал-священник с титулярной церковью Сан-Гаэтано Диего Рафаэль Падрон Санчес;
188. Кардинал-священник с титулярной церковью Санта-Мария-делле-Грацие-а-Казаль-Бокконе Карлос Густаво Кастильо Маттасоглио;
189. Кардинал-священник с титулярной церковью Санта-Мария-Маддалена-ин-Кампо-Марцио Висенте Бокалич Иглич;
190. Кардинал-священник с титулярной церковью Сакра-Фамилья-ди-Назарет-а-Ченточелле Луис Херардо Кабрера Эррера;
191. Кардинал-священник с титулярной церковью Сан-Мауро-Абате Фернандо Наталио Чомали Гариб;
192. Кардинал-священник с титулярной церковью Сан-Джованни-Леонарди Тарцизий Исао Кикути;
193. Кардинал-священник с титулярной церковью Трасфигурационе-ди-Ностро-Синьоре-Джезу-Кристо Пабло Вирхилио Сионгко Давид;
194. Кардинал-священник с титулярной церковью Санта-Мария-Стелла-Марис Ласло Немет;
195. Кардинал-священник с титулярной церковью Сан-Грегорио-Маньо-алла-Мальяна-Нуова Жайме Спенглер;
196. Кардинал-священник с титулярной церковью Санти-Марио-э-Компаньи-Мартири Иньяс Бесси Догбо;
197. Кардинал-священник с титулярной церковью Сакро-Куоре-ди-Джезу-агонидзанте-а-Витиния Жан-Поль Веско;
198. Кардинал-священник с титулярной церковью Санта-Джованна-Антида-Туре Доминик Жозеф Матьё;
199. Кардинал-священник с титулярной церковью Джезу-Дивин-Маэстро-алла-Пинета-Саккетти Роберто Реполе;
200. Кардинал-священник с титулярной церковью Санта-Мария-Ассунта-э-Сан-Джузеппе-а-Примавалле Бальдассаре Рейна;
201. Кардинал-священник с титулярной церковью Санта-Мария-делла-Салюте-а-Примавалле Франк Лео;
202. Кардинал-священник с титулярной церковью Санта-София-а-Виа-Боччеа Николай Бычок;
203. Кардинал-священник с титулярной церковью Сан-Марко-ин-Агро-Лаурентино Доменико Батталья.